# Временски бандити
Временски бандити (енгл. Time Bandits) британска је фантастична пустоловна филмска комедија из 1981. у режији Терија Гилијама. У њој играју Шон Конери, Џон Клиз, Шели Дувал, Ралф Ричардсон, Кетрин Хелмонд, Ијан Холм, Мајкл Пејлин, Питер Вон и Дејвид Ворнер. Филм говори о младом дечаку који је кренуо у авантуру кроз време са групом лопова који пљачкају благо из различитих тачака у историји.
У јулу 2018. објављено је да ће бити снимљена телевизијска серија, такође под називом Временски бандити. Производња се одвијала на Новом Зеланду крајем 2022. и почетком 2023. године.
Кевин, 11-годишњи дечак, добија прилику да путује кроз време са групом патуљака. Он их прати док скачу из ере у еру у потрази за благом за крађу.

## Радња
Група од шест чудних патуљака (Дејвид Рапапорт, Кени Бејкер, Малколм Диксон, Мајк Едмондс, Џек Первис и Тини Рос) упала је кроз зид у собу једанаестогодишњег дечака Кевина (Крег Ворнок), који живи у обичној британској породици. Древна мапа коју држи Рендал, вођа патуљака (Рапапорт), привлачи дух Врховног Бића у собу и оно прогони „бандите“. Водећи Кевина са собом, група патуљака бежи од овог духа кроз црну рупу у зиду.
Патуљци објашњавају Кевину да у потрази за благом могу да путују кроз време, а мапа показује „рупе“ кроз које могу да путују у прошлост и да се врате. Патуљци су подређени Врховном Бићу, али су због неких несугласица са њим одлучили да побегну од њега заједно са мапом, што их приморава да се непрестано крећу кроз време. Универзални Дух зла лови исту карту.
Током својих путовања, „бандити“ се сусрећу са Наполеоном (Ијан Холм), Робином Худом (Џон Клиз), Агамемноном (Шон Конери), Титаником, огром и његовом женом и дивом из Гуливерових путовања (Питер Вон, Кетрин Хелмонд, Ијан Мур).
Историјски ликови су приказани на комичан начин: Наполеон, на пример, брине због свог ниског раста и покушава да створи своју пратњу од људи који су нижи од њега. Он благонаклоно дочекује Рендала и патуљке, приређује свечану вечеру у њихову част, али „бандити“ морају да оду још даље у прошлост.